# Koto Buayo
Koto Buayo is een bestuurslaag in het regentschap Batang Hari van de provincie Jambi, Indonesië. Koto Buayo telt 1027 inwoners (volkstelling 2010).